# Pfarrkirche Eugendorf

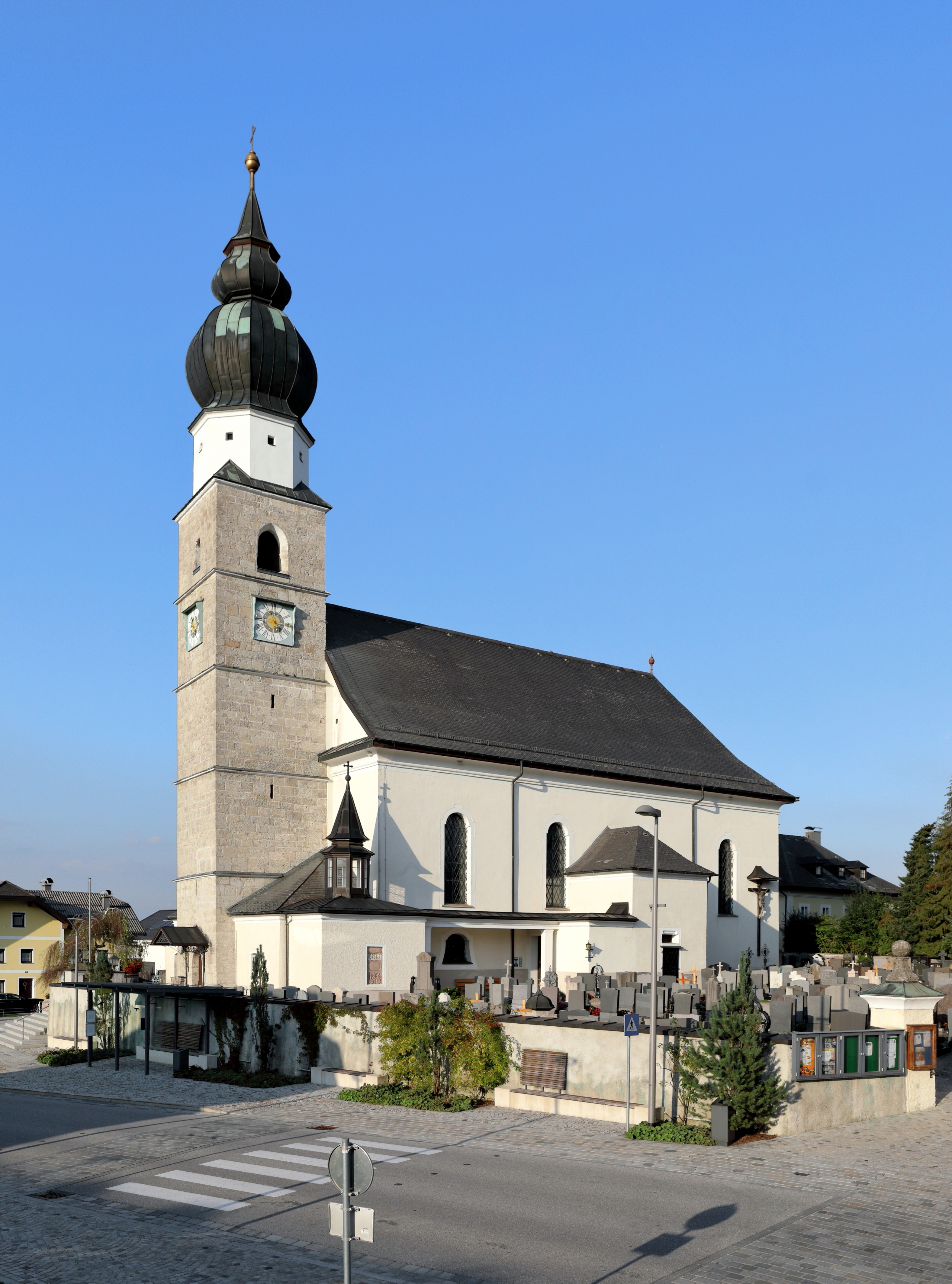
Pfarrkirche zum hl. Martin

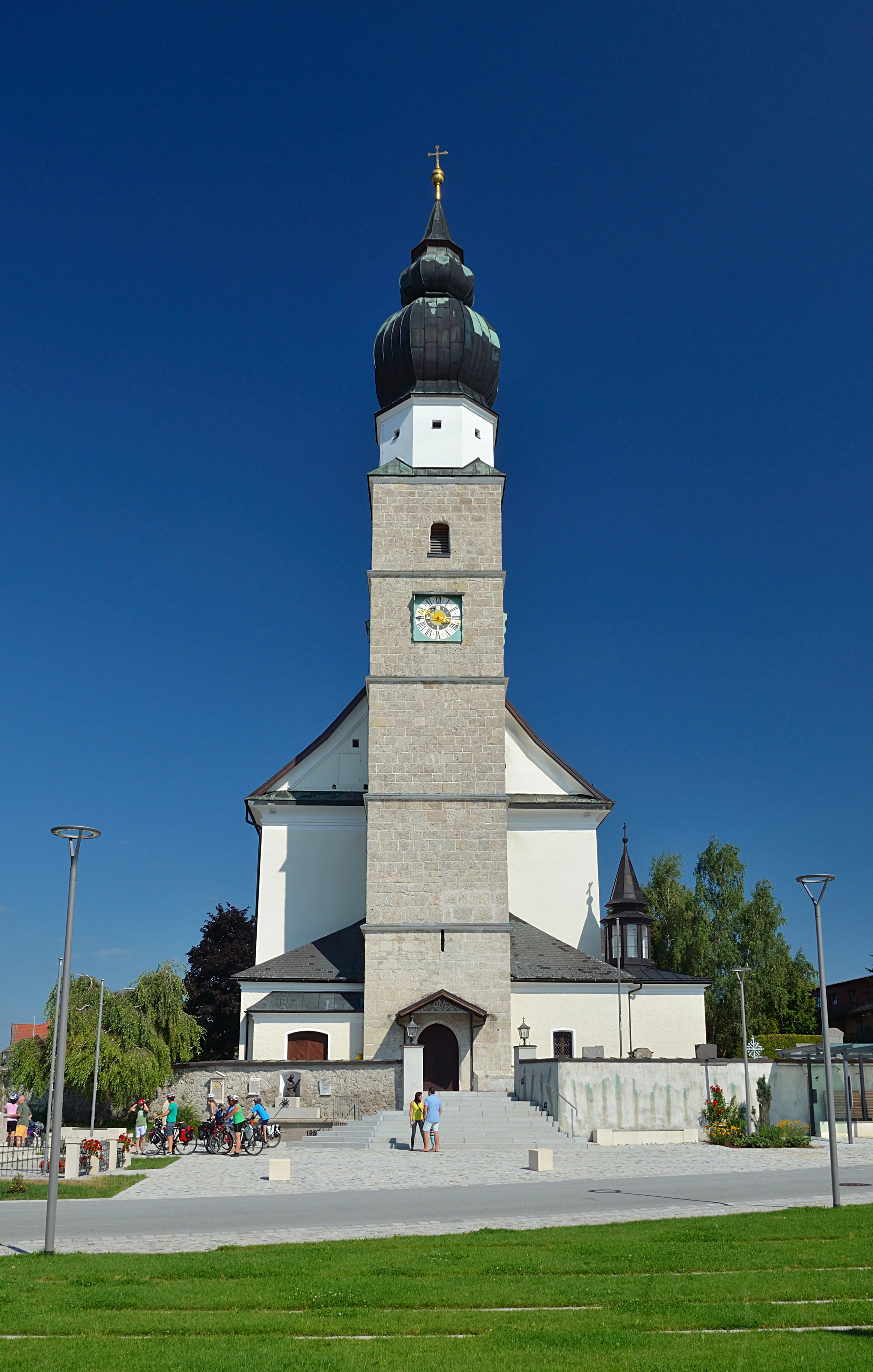
Westturm

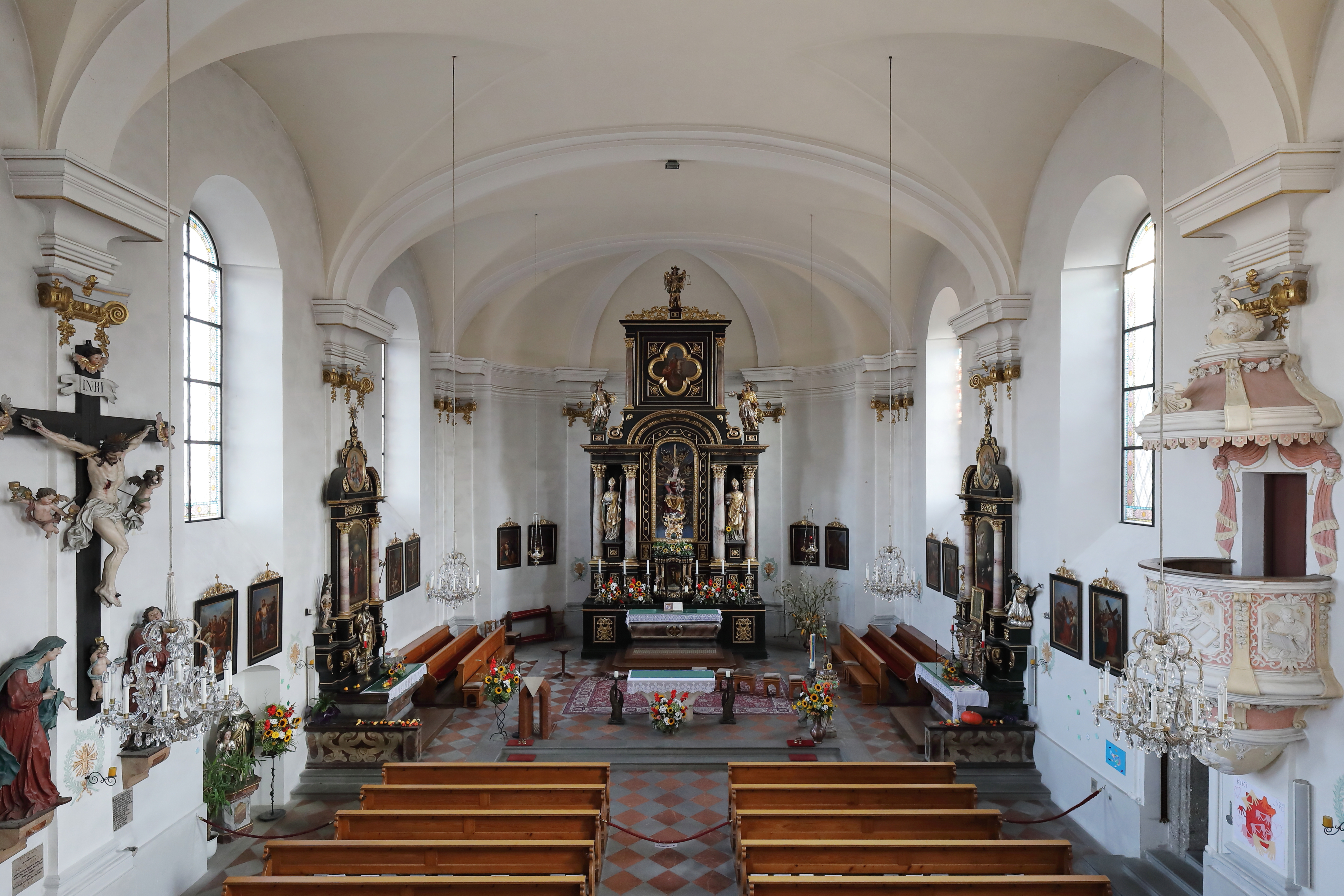
Langhaus

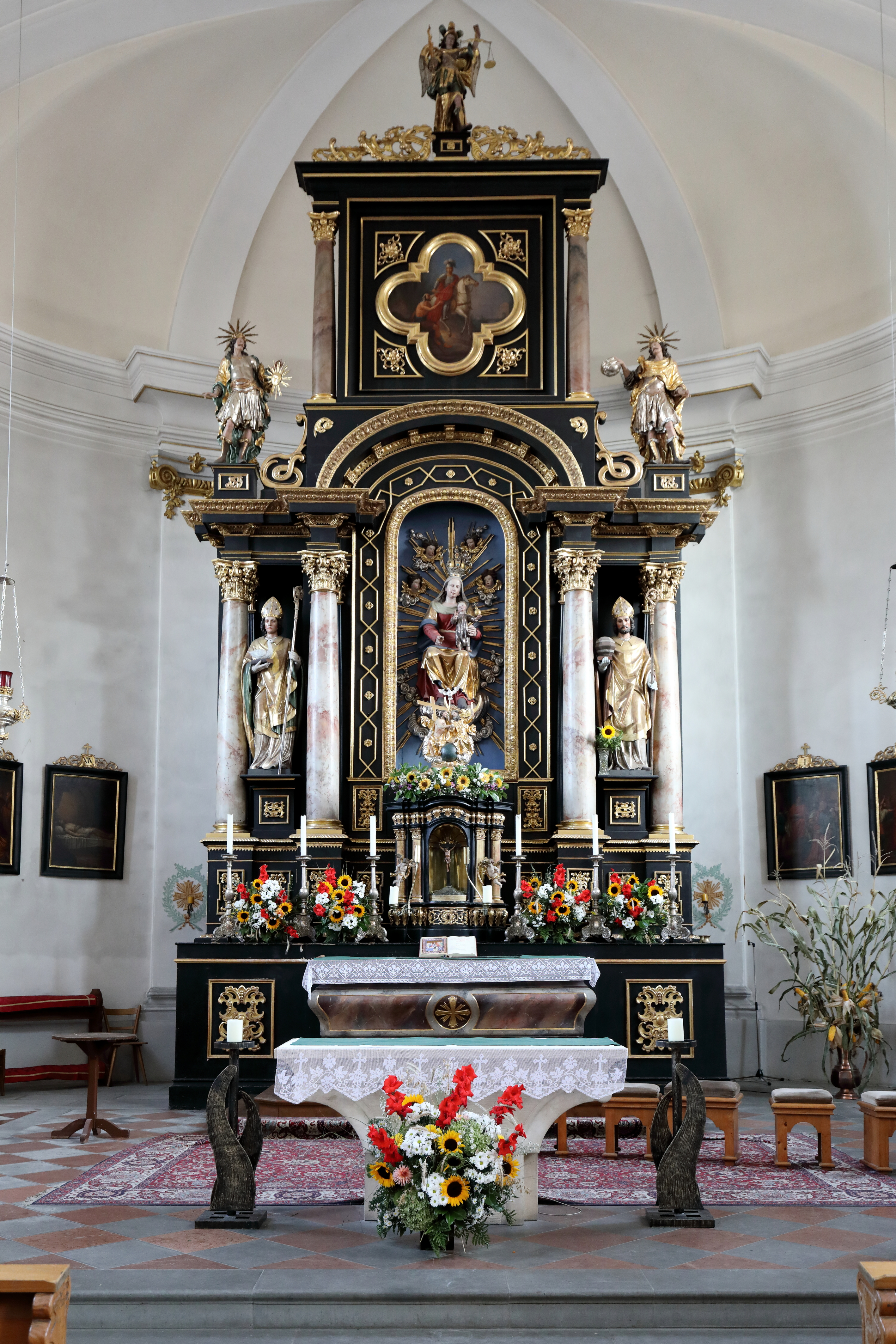
Hochaltar

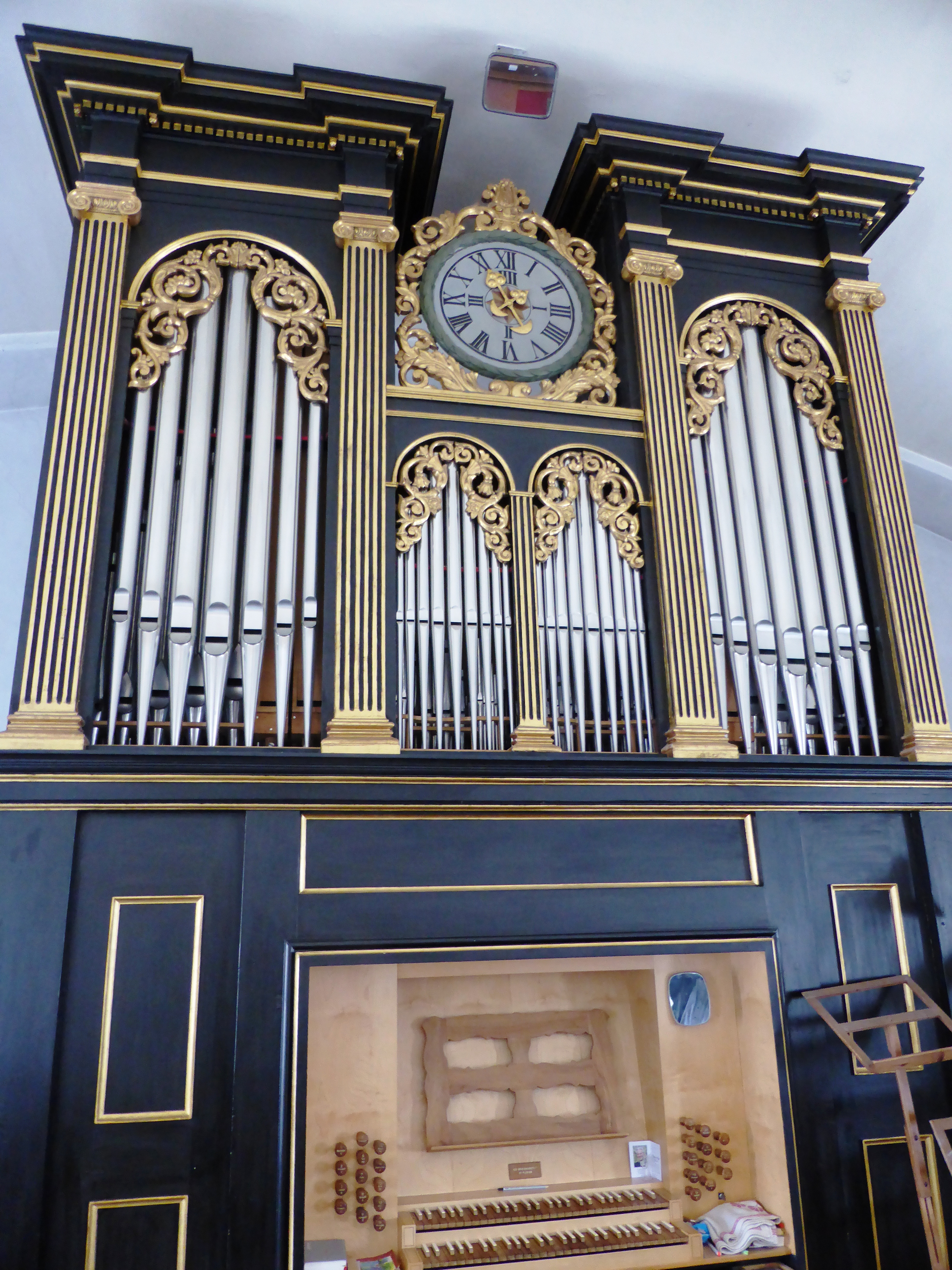
Orgel von 1986, Gehäuse von 1847

Die römisch-katholische Pfarrkirche Eugendorf steht in der Ortsmitte der Marktgemeinde Eugendorf im Bezirk Salzburg-Umgebung im Land Salzburg. Die dem heiligen Martin von Tours geweihte Pfarrkirche gehört zum Dekanat Bergheim in der Erzdiözese Salzburg, das Patrozinium wird am 11. November begangen. Die Kirche steht unter Denkmalschutz.
Der Barockbau ist von einem Friedhof und einer Mauer umgeben. Besonders sehenswert sind vor allem die Kreuzigungsgruppe aus der Werkstatt von Meinrad Guggenbichler, die spätbarocke Kanzel aus dem Jahr 1737 von Christoph Fenninger und die „Thronende Maria mit Jesuskind“ am Hauptaltar.

## Geschichte
Die im Jahre 790 urkundlich genannte Kirche wurde 1736/1737 nach den Plänen des Hofmaurermeisters Tobias Kendler neu gebaut und 1763 geweiht und 1857 zur Pfarrkirche erhoben. Von 1852 bis 1856 wurde die Kirche renoviert. Restaurierungen waren 1926, 1957/1958 innen, 1974 außen, und 1983.

## Architektur
Die Pfarrkirche steht in der Ortsmitte und ist von einem ummauerten Friedhof umgeben. Das barocke Eingangsportal zum Friedhof ist mit Kugeln bekrönt. Die Saalkirche ist im Kern gotisch mit spätbarocker Erweiterung mit einem gotischen und barock erhöhten Westturm. Der mit Gesimsen erkennbar fünfgeschoßige Turm hat ein gotisches Quadermauerwerk mit einem abgefasten spitzbogigen aber gedrückt rundbogig erscheinendem Westportal mit einem barocken Türbeschlag. Der barocke Achteckaufsatz des Turmes aus 1692 trägt einen Zwiebelhelm. Die seitliche symmetrischen Anbauten am Turm beinhalten Aufbahrungsräume für den Friedhof. Südlich ist es eine gotische Kapellenanbau mit barockisierenden Fenstern, nördlich ist es ein barocker Anbau. Das Langhaus mit einer gering eingezogenen Flachbogenapsis aus 1736/1737 beinhaltet in der westlichen und südlichen Schiffsmauer gotische Wandteile der Vorgängerkirche. Die Fassade hat eine umlaufende Gesimskehle und hohe Rundbogenfenster. Beidseitig hat die Kirche jeweils ein Rundbogenportal in Rechteckgewänden mit verdachtem Gesims. Südlich am Langhaus ist ein zweigeschoßiger Sakristeianbau mit einer barocken Gesimskehle. Die Sakristei ist im Kern von der Vorgängerkirche, mit einem Oberlichtportal mit der Verwendung eines gotischen Sturzes und eines gotischen Türbeschlages. An der Kirchenfassade hängt ein Schnitzkruzifix im Stil des 17. Jahrhunderts.
Im Kircheninneren ist die Turmhalle mit einer gedrückten Hängekuppel mit Rippenspitzbögen und Schildkappen überwölbt. Der vierjochige Saalbau hat ein gedrücktes Stichkappentonnengewölbe auf Gurten auf ionischen Pilaster mit mächtigen Gebälkköpfen. In der flachen Apsis ist das Gebälk umlaufend und durch Pilasterrücklagen und eine Stufenerhöhung entsteht eine Chorbildung. Das südseitige Sakristeiportal im Langhaus vom Vorgängerbau ist in der Art einer Architravierung profiliert und wurde mit einer spätbarocken Stuckleistenrahmung versehen. Die Sakristeitür ist gotisch beschlagen. Über der Sakristeitür ist ein Balkon des Oratoriums. Im Westen ist eine Doppelempore, die untere Empore aus 1763, die obere aus 1847.

## Ausstattung
Die einheitlichen hochbarocken Altäre im Knorpelwerkstil in Schwarz-Gold-Fassung mit marmorierten Säulen schuf der Tischler Wolf Schmidt von 1682 bis 1685. Der Hochaltar trägt mittig eine Sitzfigur Maria mit Kind und die Seitenfiguren der hll. Martin und Rupert aus 1856 und zeigt im Auszug das Vierpassbild Mantelspende des hl. Martin aus 1856. Die Figuren hll. Michael und die Wetterherren Johannes und Paulus schuf der Bildhauer Adam Hartmann (1683). Der Tabernakel mit der Aufsatzgruppe Dreifaltigkeit ist aus 1740. Die Seitenaltäre stehen vor den Chorpilastern. Der linke Seitenaltar zeigt das Altarblatt Heilige Familie um 1856 wahrscheinlich vom Maler Josef Rattensperger und seitlich die spätgotischen Statuetten der hll. Sebastian und Georg um 1500 und das Auszugsbild hl. Katharina vom Maler Adam Pirckmann (1685). Der rechte Seitenaltar zeigt das Altarblatt hl. Antonius von Padua und im Auszugsbild hl. Barbara, beide von Adam Pirckmann (1685). Das Altarblatt wurde in der 1. Hälfte des 18. Jahrhunderts mit hl. Johannes Nepomuk kniend und Engel im Schweigegestus übermalt und der Altar mit einem Tabernakel mit einer Statuette des hl. Johannes Nepomuk ausgestattet.

## Orgel
1847 schuf Ludwig Mooser eine neue Orgel, von ihr ist das spätklassizistische Gehäuse mit römischem Zifferblatt erhalten geblieben. In dieses wurde 1986 von der Oberösterreichischen Orgelbauanstalt St. Florian bei Linz (heute Orgelbau Kögler, St. Florian) ein neues Instrument eingebaut, das 21 Register auf zwei Manualen und Pedal aufweist.

### Disposition 1986
| Hauptwerk C–g3 |        |
| Principal      | 8′     |
| Gedackt        | 8′     |
| Octav          | 4′     |
| Flöte          | 4′     |
| Quint          | 2 ⁄3′  |
| Superoctav     | 2′     |
| Terz           | 1 3⁄5′ |
| Mixtur IV–V    | 1 ⁄3′  |
| Trompete       | 8′     |

| Schwellwerk C–g3 |       |
| Gedackt          | 8′    |
| Viola            | 8′    |
| Principal        | 4′    |
| Rohrflöte        | 4′    |
| Gemshorn         | 2′    |
| Quint            | 1 ⁄3′ |
| Scharff          | 1′    |
| Schalmei         | 8′    |

| Pedal C–f1 |     |
| Subbaß     | 16′ |
| Octavbaß   | 8′  |
| Weitoctav  | 4′  |
| Posaune    | 8′  |

- Koppeln als Tritte und Züge: MK II-I, PK I-P, PK II-P.
- Schwelltritt